# 愛よ人類と共にあれ
『愛よ人類と共にあれ』（あいよじんるいとともにあれ）は、1931年（昭和6年）製作・公開、松竹蒲田撮影所製作、松竹キネマ配給、島津保次郎監督による日本のサイレント映画である。『前篇 日本篇』（ぜんぺん にほんへん）と『後篇 米国篇』（こうへん べいこくへん）から成り、同年4月17日に両篇一挙公開された。

## 略歴・概要
本作は、1931年、松竹蒲田撮影所（のち大船に移転、現存せず）が製作、松竹キネマ（現在の松竹）が配給して、同年4月17日、東京・浅草公園六区の帝国館（現存せず）を皮切りに、両篇一挙公開された合計4時間を超える巨篇である。アメリカ合衆国でのロケーション撮影を行った『後篇 米国篇』では、同国のヴォードヴィリアンであり俳優であるマック・スウェインらが出演している。撮影日数丸2年、使用ネガ20万フィート、出演者延人数8万人という、蒲田始まって以来の大作で興行成績はそれなりだったが、冗長すぎるという評価を受けた。
本作のスタッフクレジットに「監督協力者」として豊田四郎や吉村公三郎らが名を連ねているスタッフは、必ずしも演出部ではなく、畔柳勝治は撮影事務であり、鈴木・新井両名については不明である。
現在、東京国立近代美術館フィルムセンターは、本作の241分の上映用35mmプリントを所蔵している。日本でのビデオグラム発売はない。
2010年（平成22年）10月2日 - 同9日にイタリアのポルデノーネで開かれた第29回ポルデノーネ無声映画祭において、島津保次郎、清水宏、牛原虚彦を特集したプログラム「松竹の三巨匠」の1作として、同4日に上映され、無声映画伴奏者の柳下美恵が4時間を弾ききり、スタンディング・オベイションを受けた。

## スタッフ・作品データ
- 提供 : 大谷竹次郎、城戸四郎 [6]
- 監督 : 島津保次郎
- 原作・脚色 : 村上徳三郎
- 撮影 : 桑原昴、長井信一
- 配光（照明） : 渡木茂一、高下義雄
- 美術 : 脇田世根一、河野鷹思
- 舞台装置 : 西玄三、滝沢藤三郎、川村芳太郎、川崎作太郎、川崎恒次郎、橋本庄太郎
- 監督協力者 : 豊田四郎、鈴木文雄、新井勝治、吉村公三郎、畔柳勝治
- 撮影協力者 : 三浦光男、寺尾清、日向清光、藤井慎一、小倉金弥、田中武三、松永喜市
- タイトル : 藤岡秀三郎
- 現像焼付 : 増谷麟、納所歳巳、阿部鉉太郎

- 製作 : 松竹蒲田撮影所
- 上映時間 : 現存 241分[6] （前篇14巻[1]、後篇6巻[2]）
- フォーマット : 白黒映画 - スタンダードサイズ（1.37:1） - モノラル録音
- 日本初回興行 : 浅草・帝国館

## キャスト
| - 上山草人 - 山口鋼吉 - 岡田時彦 - 長男修 - 光喜三子 - 妻不二子 - 河村黎吉 - 松山陽一 - 吉川満子 - 妻操・鋼吉の長女 - 高峰秀子 - 息子泰夫 - 奈良真養 - 関谷謙太郎 - 竜田静枝 - 妻桜・鋼吉の次女 - 田中絹代 - 雄の情婦真弓 - 鈴木傳明 - 鋼吉の次男雄 - 藤野秀夫 - 工場長岡田 - 野寺正一 - 庶務係片山 - 水島亮太郎 - 技師春日 - 小林十九二 - 社員兼田 - 宮島健一 - 技師山本 | - 花岡菊子 - 芸者君勇 - 筑波雪子 - 鋼吉の妾 - 斎藤達雄 - 歯医者渋川 - 渡辺篤 - 秘書吉田 - 新井淳 - 番頭 - 岩田祐吉 - 銀行頭取 - 武田春郎 - 重役 - 岡田宗太郎 - 運転手 - 吉谷久雄 - ボーイ - 河原侃二 - 刑事 - 小藤田正一 - 雄の幼時 - 葛城文子 - 雄の母 - 飯田蝶子 - バーのマダム - マック スヱーン（マック・スウェイン、Mack Swain） - ドクター - クリス マーチン（クリス・マーティン、Chris Matin） - 農夫 |

## 関連事項
- 1931年の日本公開映画
- ポルデノーネ無声映画祭

## 註
1. 1 2 3 4 5  愛よ人類と共にあれ 前篇 日本篇、日本映画データベース、2010年10月7日閲覧。
2. 1 2 3 4 5 6  愛よ人類と共にあれ 後篇 米国篇、日本映画データベース、2010年10月7日閲覧。
3. ↑  Ai yo jinrui to tomo ni are - Zenpen: Nihon hen, Internet Movie Database （英語）, 2010年10月8日閲覧。
4. ↑  細江光「上山草人年譜稿 ; 4 : 谷崎潤一郎との交友を中心に」『甲南女子大学研究紀要. 文学・文化編』第40巻、甲南女子大学、2004年、A37-A63、ISSN 1347-121X、NAID 110004627941。
5. ↑  畔柳勝治、日本映画データベース、2010年10月8日閲覧。
6. 1 2 3  愛よ人類と共にあれ、東京国立近代美術館フィルムセンター、2010年10月8日閲覧。
7. ↑  愛よ人類と共にあれ 前篇 日本篇 / 後篇 米国篇、allcinema ONLINE, 2010年10月8日閲覧。
8. ↑  2010 Catalogo （イタリア語） / （英語）, ポルデノーネ無声映画祭、2010年10月8日閲覧。
9. ↑  2010年10月05日 蒲田ウェスタン、岡田秀則 （東京国立近代美術館フィルムセンター）、2010年10月8日閲覧。